# Annankari (ö i Egentliga Finland, Nystadsregionen, lat 60,51, long 21,49)
Annankari är en ö i Finland.   Den ligger i kommunen Gustavs i den ekonomiska regionen Nystadsregionen och landskapet Egentliga Finland, i den sydvästra delen av landet, 190 km väster om huvudstaden Helsingfors.